# ジャーク・ヒニズドフスキー
ジャーク・ヒニズドフスキー（ラテン文字表記：Jacques Hnizdovsky、ウクライナ語: Яків Гніздовський、ポーランド語: Jakub Gniazdowski、クロアチア語: Jakiv Hnizdovskij、1915年1月27日 - 1985年11月8日）は、ウクライナ出身アメリカ合衆国の画家、版画家、彫刻家、元装幀家、そして挿し絵家である。

## 経歴
1915年1月27日、ロシア帝国ヴォルィーニ（現ウクライナ）テルノーピリ州にて、ポーランドのコラブ紋章（Korab coat of arms）を受け継ぐポーランド系の貴族所縁の家系に生まれた。ワルシャワのw:Academy of Fine Arts in Warsawとクロアチアの首都ザグレブで教育を受け、1949年にアメリカ合衆国に渡ってから後、数百点の絵画、及び300点を超える版画（木版、エッチング、リノリウム版画）を制作した。ルネサンスの彫刻家アルブレヒト・デューラーと、日本の木版画に強く刺激を受けた。初期の作品にみられるこれらの影響は彼のウェブサイトのReflectionsとWoodcutsのページで見る事ができる。ヒニズドフスキーの木彫り作品のほとんどは和紙に印刷されており（展覧会のポスターは別として。これも彫り版から彼自身が直接刷っている）、英語では間違ってrice paperと訳されているが、実際はカジノキから手作りされるものである。紙に埋め込まれたカジノキの樹皮の繊維の繊細さから生糸に喩えられる、この美しい手作りの紙の生産工程を、こちらのリンク先(英語)から見ることができる。
ヒニズドフスキーの木彫りは植物、動物が頻繁に描かれているが、この主な理由は、アメリカ合衆国到着後の初期の資金不足、人間のモデルに支払う予算が無かった事による。初めは人間の代わりであったのだが、その後は彼の主要な題材となった。ヒニズドフスキーは題材を探してしばしば訪れたため、ニューヨークのブロンクス動物園で良く知られた存在だった。

## 日本文化への思い入れ、その特別な関係
日本の木彫りに強く影響を受けたヒニズドフスキーは単身、そして家族と共に実際に日本に滞在した。北島三郎の大ファンであったという彼の人柄が伝わる個人的なエピソードを、未亡人とのインタビューから紹介する。
日本は生涯徹してヒニズドフスキーを魅了し続けたが、70年代に2年程たまたま日本に滞在していた、生物学者であり、彼の作品の収集家でもある友人を訪ねた。沢山の写真、布と一緒に持ち帰って来たのは北島三郎のレコードで、これが家族中を演歌好きに巻き込む始まりだった。現在未亡人の家には北島三郎以外に岡晴夫、東海林太郎、藤山一郎、五木ひろし、森進一など200巻を超える演歌のカセットテープがあり、ヒニズドフスキーのお気に入りは小林幸子、八代亜紀、森雅子と島倉千代子などで、スタジオではいつも演歌が流れていた。参加していた芸術コミュニティーで北海道出身のアイヌ系アーティストと出会い、和紙の作り方を教わる。スタジオを訪れたそのアーティストは、演歌を聴いて涙を流したそうだ。
『黄金の日日』から始った日本のテレビドラマへの嗜好もヒニズドフスキーが亡くなるまで続く。特に『おしん』が好きで、VHS以前は土日のどんな招待をもドラマ観賞のために断り、年末も紅白歌合戦の為に家以外で過ごす事は無かったという熱狂振りだ。こういった日本の音楽と文化、そして思想への傾倒は遂にヒニズドフスキーに日本式の葬作法を選択させる。これは後にウクライナでのヒニズドフスキーの納骨を可能にしたため、素晴らしい選択だったと家族は感じている。彼の遺灰は1985年に亡くなってから20年後、ニューヨークのセント・ジョン・ザ・ディヴァイン大聖堂からウクライナ・リヴィウのリチャキフ墓地へ戻った。
ヒニズドフスキーの未亡人と娘が1979年に日本へ来たとき、娘は彼女の目には少なくとも100ポンドの重さはあるかと思われる和紙のロールを、引きずって歩いた東京の通りを覚えているという。彼女も父親と同じく日本に深い思い入れがあり、日本の眼で物事を見ていると言う。

## 書籍
- Tahir, Abe M. Jr (1987年). Jacques Hnizdovsky Woodcuts and Etchings. Pelican Publishing Co.  ISBN 0882894870.
- Tahir, Abe M. Jr (1975年). Hnizdovsky Woodcuts 1944-1975, a catalogue raissonné. Pelican Publishing Co..  ISBN 0882891499, ISBN 0882890727, ISBN 0882891502.
- Hnizdovsky, Jacques (1986年). Jacques Hnizdovsky Ex Libris. S. Hnizdovsky. ASIN B0007BYZ94
- Leshko, Jaroslaw (1995年). Jacques Hnizdovsky Яків Гніздовський.

ウクライナ美術館で公開。 ジャーク・ヒニズドフスキー回顧展 1915年-1985年。 バイリンガルの展覧会カタログ伝記テキストの23ページ、アーティストの絵画、木版画、リノリウム版画、エッチングおよびセラミックの例を示す図が数多く含まれています。

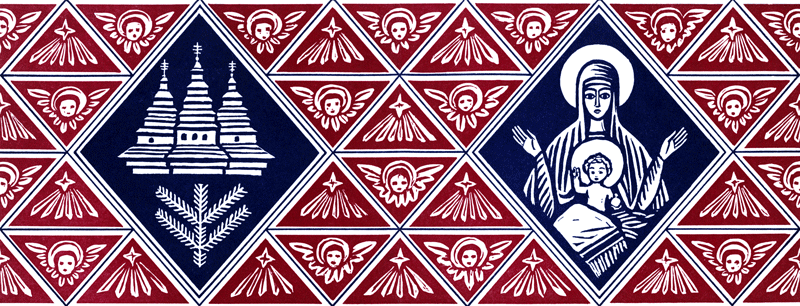
クリスマスカードのデザイン
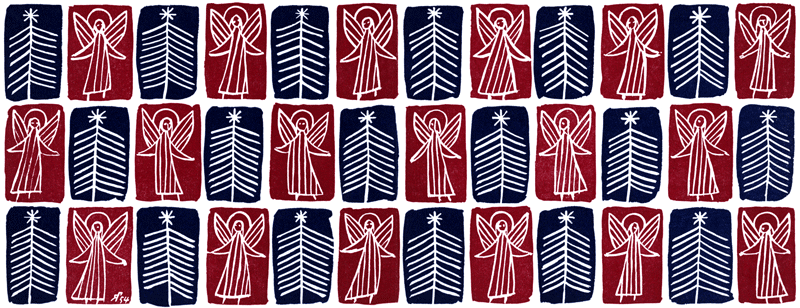
クリスマスカードのデザイン
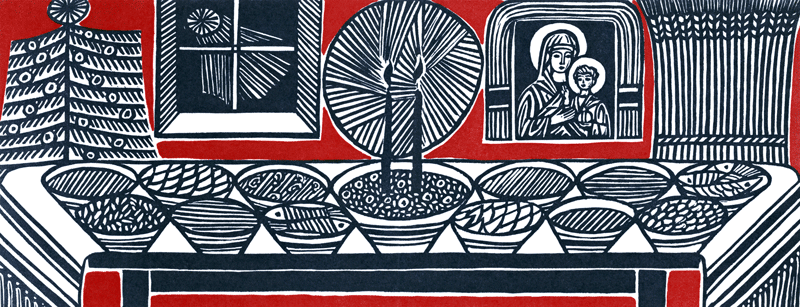
クリスマスカードのデザイン
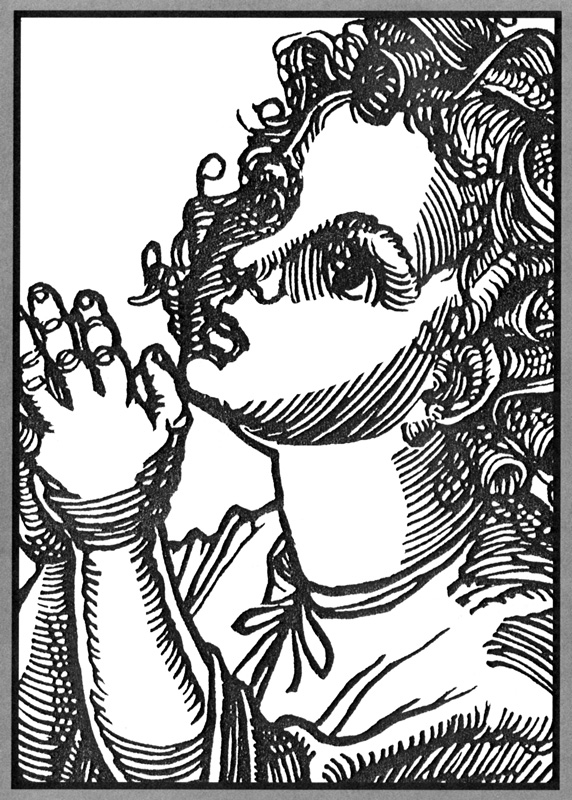
祈り子
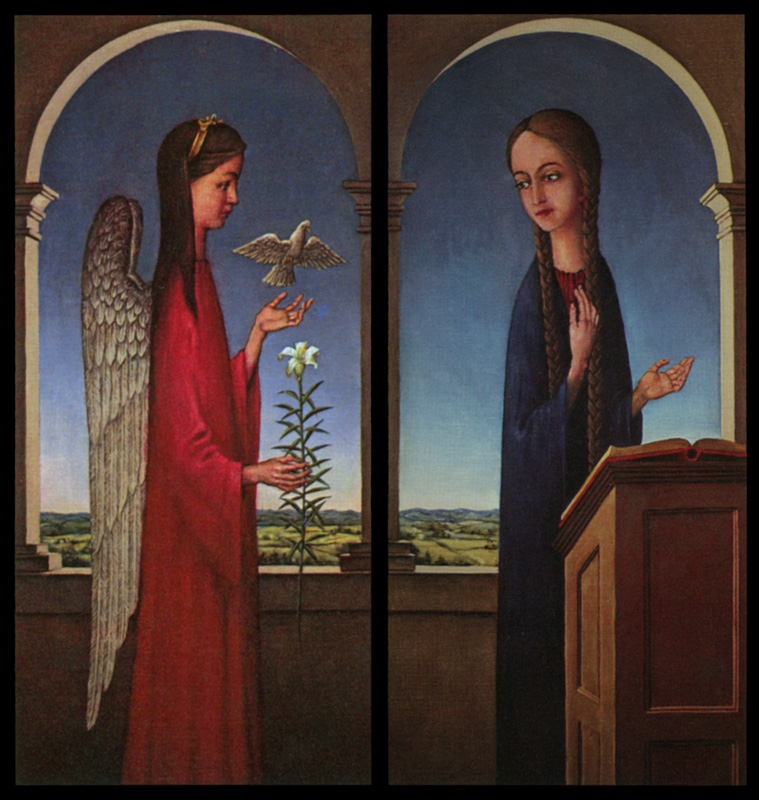
受胎告知の聖母マリアの
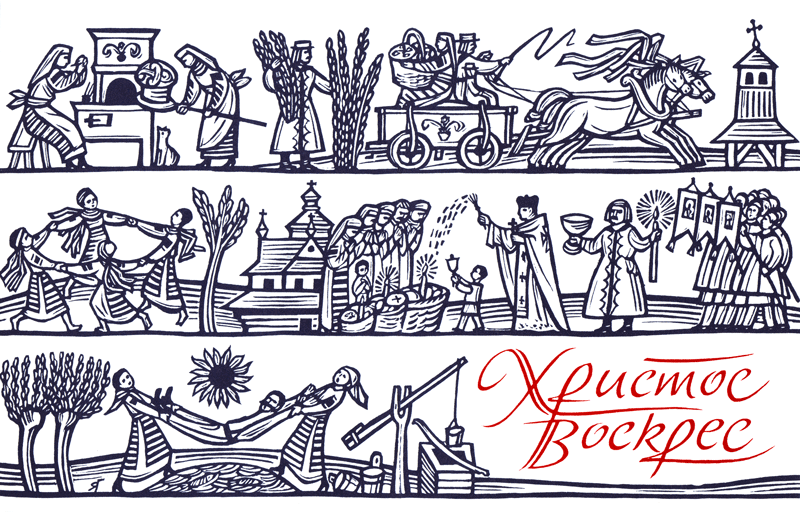
イースターカードのデザイン
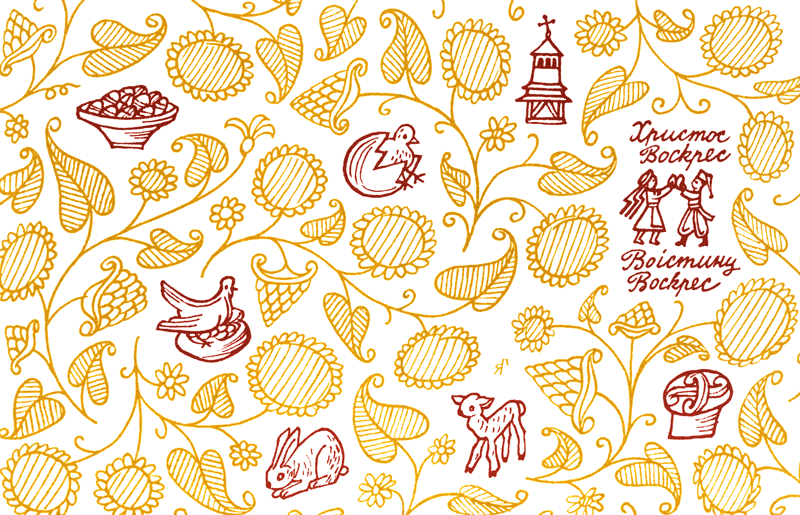
イースターカードのデザイン
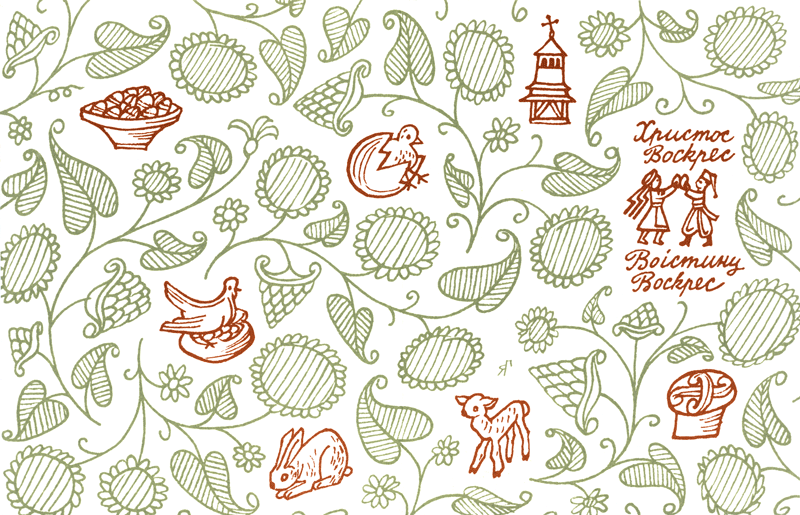
イースターカードのデザイン

## イラスト
- The Poems of John Keats, 1964年
- The Poems of Samuel Taylor Coleridge, 1967年
- Tree Trails of Central Park, 1971年
- Flora Exotica, 1972年
- The Poems of Thomas Hardy, 1979年
- The Traveler's Tree, 1980年
- The Poetry of Robert Frost, 1981年
- Signum Et Verbum, 1981年
- A Green Place, 1982年
- Birds and Beasts, 1990年
- Behind the King's Kitchen, 1992年
- The Girl in Glass, 2002年
- The Adventurous Gardener, 2005年